# William Weightman
Pour les articles homonymes, voir Weightman.
William Weightman (30 septembre 1813 - 25 août 1904) est un fabricant de produits chimiques américain qui fut l'un des plus grands propriétaires terriens des États-Unis à son époque.
Né en Angleterre et arrivé aux États-Unis à 16 ans, il rejoint l'entreprise chimique de son oncle où il devient progressivement associé. En 1861, lorsque la guerre de sécession éclate, l'importation de quinine britannique est empêchée alors que cette molécule sert à prévenir la malaria. Ayant développé une méthode de synthèse pour en fabriquer aux États-Unis, Weightman et son associé Powers bénéficient d'un quasi-monopole et amassent une fortune considérable. Il gagne le surnom de « roi de la quinine » et investit massivement dans l'immobilier, achète de larges terres agricoles et fait construire des quartiers entiers à Philadelphie.
En 1998, il est listé comme le 17e Américain le plus riche de l'histoire par le magazine American Heritage (en), et sa fortune est plus tard estimée à 51,8 milliards $ en valeur ajustée de 2014.

## Biographie
Né à Waltham en Angleterre, il émigre en Amérique à 16 ans en 1829 sur invitation de son oncle John Farr, chimiste de profession. Celui-ci avait fondé la société Farr & Kunzi, qui est la première à fabriquer du sulfate de quinine aux États-Unis. À la retraite de Kunzi en 1836, Farr s'associe à Thomas Powers et à Weightman, 27 ans, pour fonder Farr, Powers & Weightman.

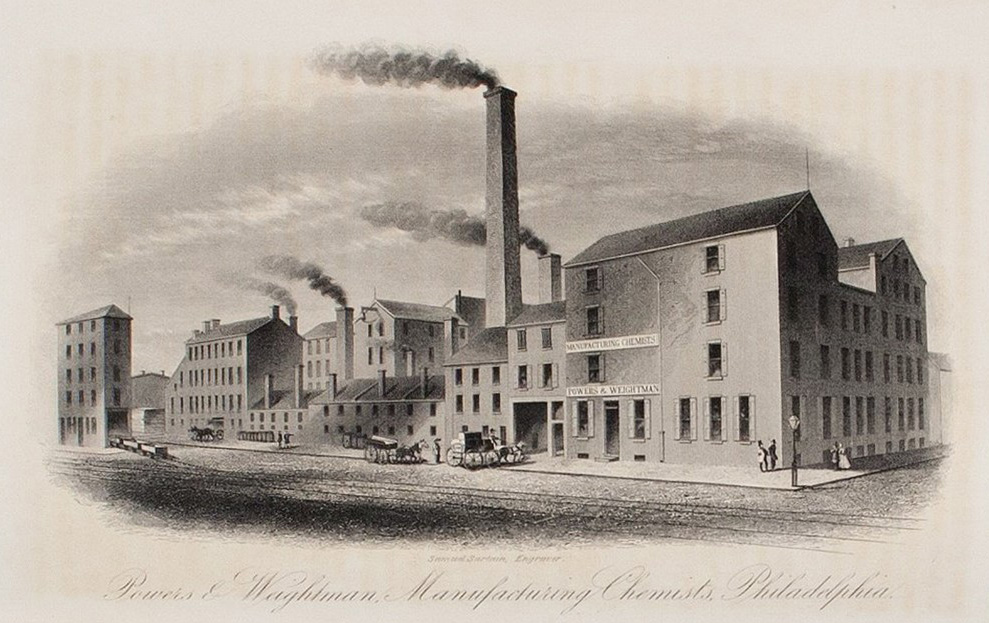
Publicité de Powers & Weightman de 1859.

Lorsque John Farr meurt en 1847, Weightman devient administrateur et dirigeant de l'entreprise, qui est rebaptisée Powers & Weightman. L'entreprise développe une forme synthétique de quinine, une prophylaxie à la malaria. L'importation de quinine britannique étant interrompue pendant la guerre de sécession, l'entreprise profite grandement d'un quasi-monopole. En 1875, Powers & Weightman se voit décerner la médaille Elliott Cresson par le Franklin Institute.
Weightman amasse une grande fortune grâce à des investissements judicieux, provenant de son entreprise de fabrication. Au tournant du 20e siècle, il est le « plus grand propriétaire individuel de biens immobiliers à Philadelphie », ayant acheté des centaines d'hectares de fermes et construit des quartiers entiers de logements pour la classe moyenne. Son architecte pour ceux-ci est Willis G. Hale (en), le mari d'une de ses nièces qui a également dessiné le Garrick Theatre (en) pour Weightman qui ouvre en 1901.
Hale a également conçu la maison de campagne de Weightman, Ravenhill (en) (1887), construite dans le style West Germantown de Philadelphie, sur une crête surplombant la Wissahickon Creek (en).
Ayant survécu à ses deux fils médecins, Farr et William, Weightman en vint à compter sur sa fille, Anne Weightman Walker (en). Après la mort du mari de cette-dernière en 1903, elle est admise comme associée chez Powers & Weightman, devenant la « seule femme aux États-Unis à occuper un tel poste à responsabilité ».
Sa société, Powers & Weightman, fusionnera dans les années 1920 avec le géant pharmaceutique Merck & Co..

### Vie privée
Weightman se marie avec Louisa Stillwagon en 1841 avec qui il a trois enfants : John, William Jr. et Anne.
Il meurt à 90 ans le 25 août 1904 dans son manoir de Ravenhill. Il laisse la majeure partie de sa succession à son seul enfant survivant, Anne, et est enterré au cimetière de Laurel Hill (en) à Philadelphie.
Anne Weightman Walker hérite du manoir Ravenhill et fait don du domaine à l'archidiocèse de Philadelphie en 1910. Le cardinal Dennis Dougherty accorde le manoir à l'ordre des Religieuses de l'Assomption en 1919. Les sœurs le convertissent en école qu'elles nomment Ravenhill Academy.

## Postérité

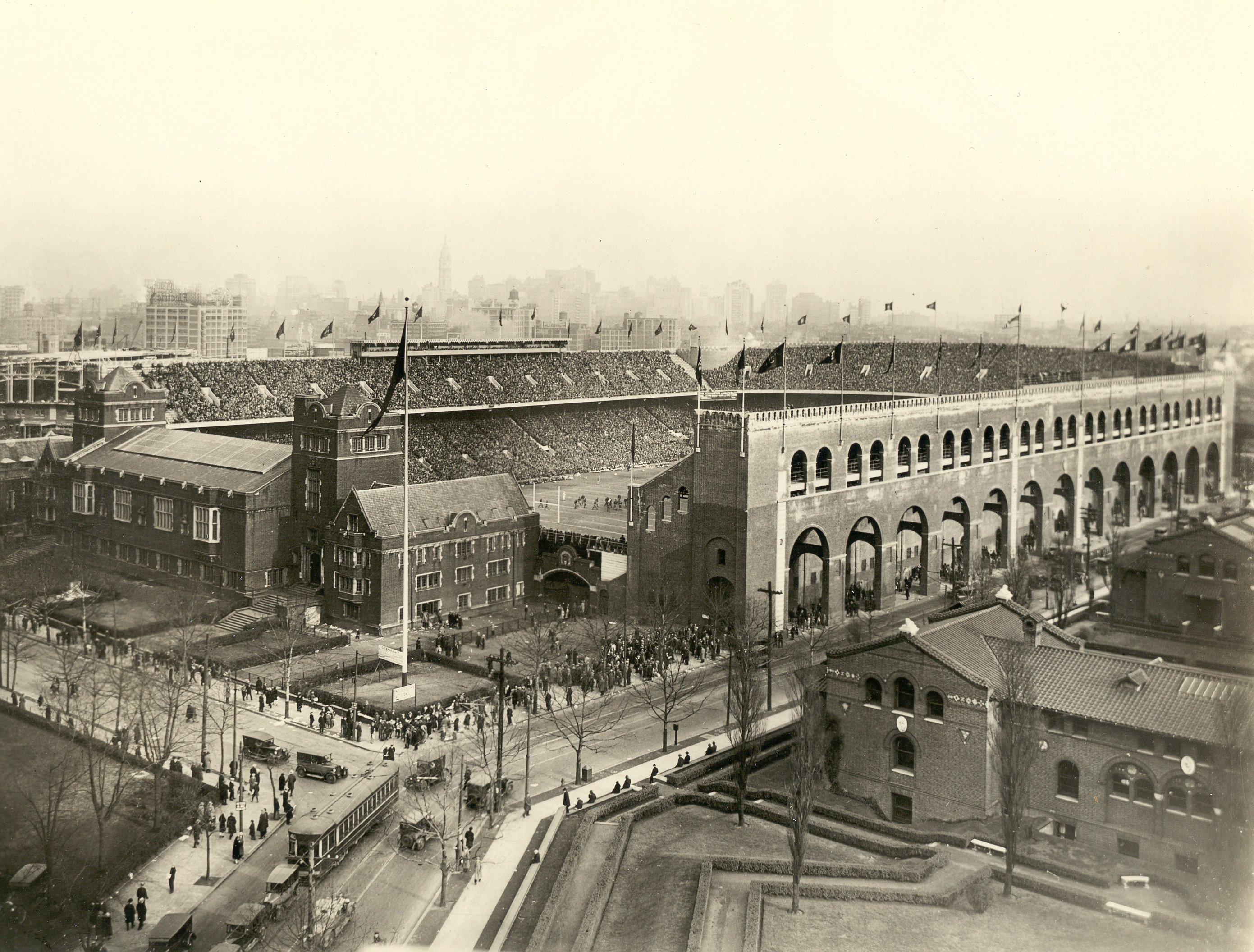
Weightman Hall (à gauche) et le stade Franklin Field en 1922.

Un portrait posthume de William Weightman est commandé par sa fille Anne Weightman à l'artiste américain d'origine suisse Adolfo Müller-Ury (en). Il est exposé à la Corcoran Gallery of Art de Washington et à Philadelphie en 1908.
Le gymnase Weightman de l'université de Pennsylvanie (1903–05, Frank Miles Day (en), architecte), adjacent au stade Franklin Field, porte son nom.
Ravenhill, le manoir de Weightman à West Germantown, fait aujourd'hui partie de l'université Thomas Jefferson.

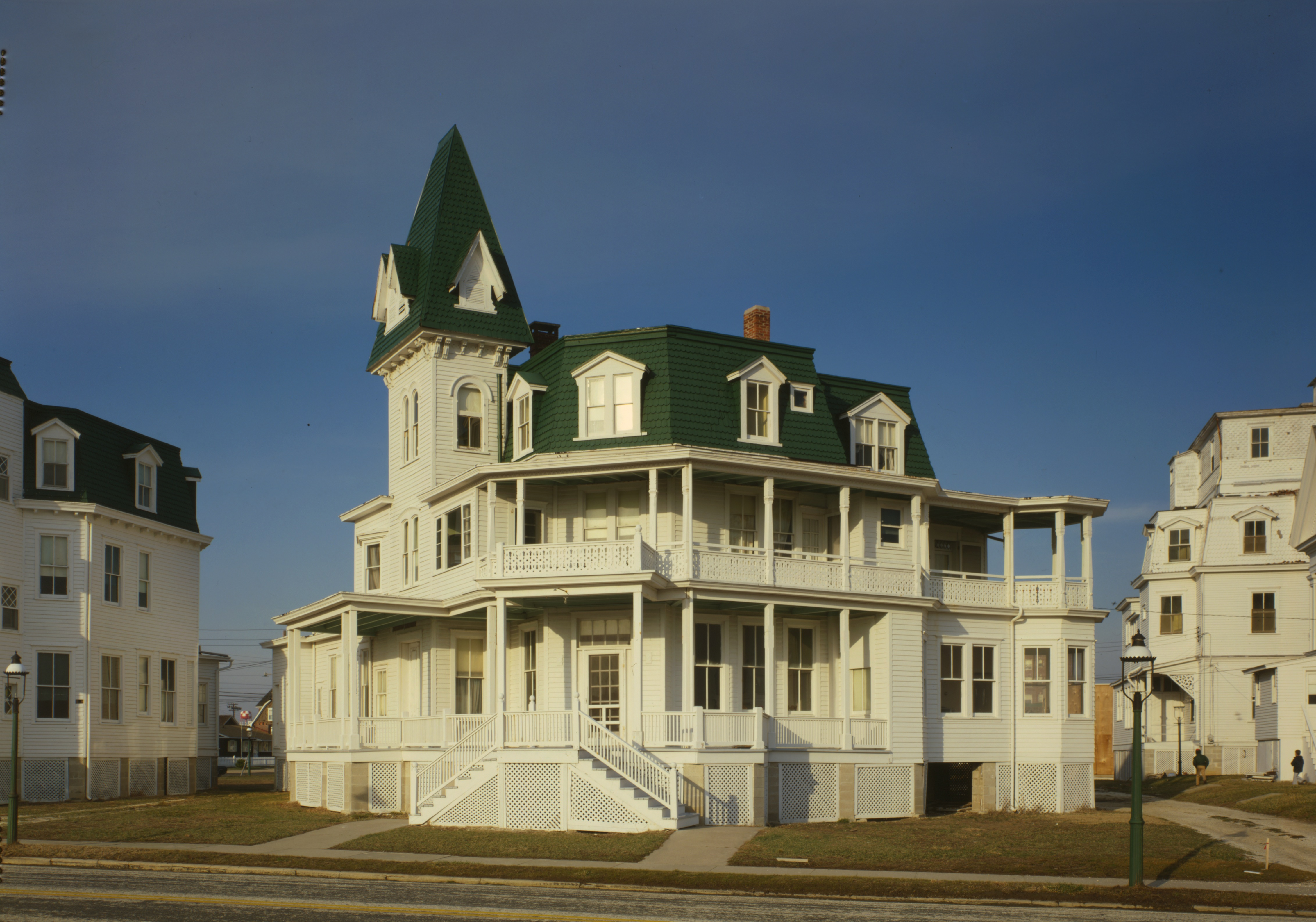
Weightman house, Trenton Avenue, Cape May, New Jersey
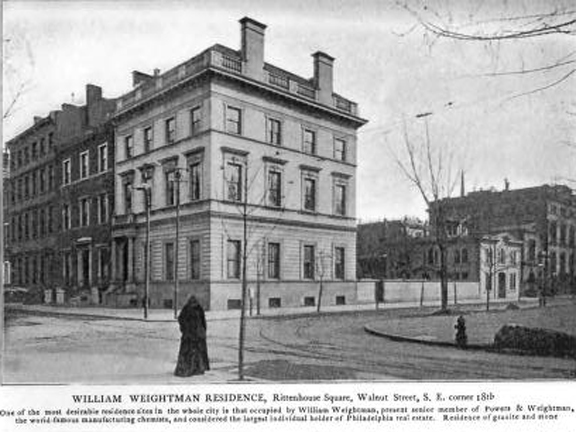
Weightman house, intersection sud-est de la 18ème et Walnut Street, Rittenhouse Square, Philadelphia
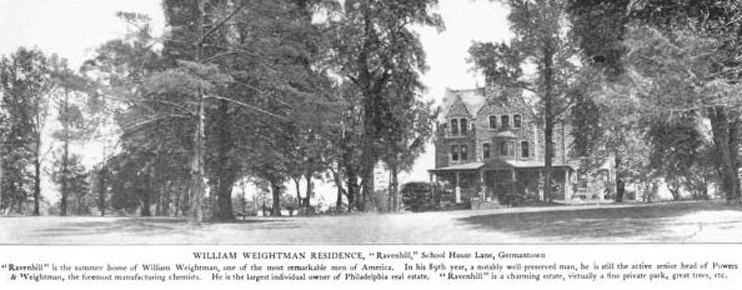
Ravenhill, le manoir de Weightman, Schoolhouse Lane, Germantown, Philadelphia